# Iva Marešová
Iva Marešová (* 6. ledna 1976 Hradec Králové) je česká zpěvačka, herečka a textařka. Působí ve svém mezinárodním autorském projektu „RAZAM“ s běloruským akordeonistou Aliaksandrem Yasinskim, kytaristou Michaelem Vašíčkem, ruským violistou Iliou Chernoklinovem, houslistou Marcem Čaněm a bubeníkem Radkem Doležalem.

## Biografie
Narodila se 6. ledna 1976 v Hradci Králové. V minulosti byla frontmankou skupiny Deset očí (zpěv, kytara), se kterou v roce 2002 vydala album. Poté založila skupinu 999, s níž 28. října 2008 pokřtila album Na křídlech koní. Dne 17. ledna 2009 získala se svou kapelou 999 hudební cenu Tais©Award 2009 v kategorii Band of the Year. Album Kéž bouře by přišla vydala 24. října 2016 s akordeonistou Aliaksandrem Yasinskim a kytaristou Michaelem Vašíčkem. Se skupinou RAZAM vydala v roce 2020 pro Divadlo na Vinohradech album "Balada pro banditu" a v roce 2022 autorské album "Harpyje u pramene." V roce 2022 zkomponovali s Radkem Doležalem jako RAZAM ve spolupráci se Shahabem Tolouiem hudbu k inscenaci Dům Bernardy Alby pro Divadlo na Vinohradech. V prosinci 2022 vydává s RAZAM CD „Slovanské Vánoce“, připravené speciálně pro čas Adventu. RAZAM zpracovali koledy a vánoční písně s odkazem na slovanské předky svých rodných krajin, Čech, Běloruska, Ukrajiny, Ruska či Srbska. V roce 2025 vyšlo album Razamu a Ivy Marešové s Filharmonií Hradec Králové, nazvané Na dně mojí duše.
(V roce 2014 založila projekt Marešová Yasinski Vašíček. Po čtyřech letech se trio rozrostlo o violistu Ilju Chernoklinova a bubeníka Radka Doležala a skupina změnila název na RAZAM a Iva Marešová).
V letech 2016–2019 byla zpěvačkou skupiny Precedens Martina Němce, dále hostovala se skupinami Blue Effect Radima Hladíka nebo Čechomor. Spolupracovala s Michalem Pavlíčkem, Jiřím Škorpíkem, Oskarem Petrem či kytaristou Davida Bowieho Gerrym Leonardem.

## Divadelní činnost
Na scéně Divadla Ta Fantastika účinkovala v titulních rolích Pavlíčkových muzikálů Excalibur jako Ginnevra a Obraz Doriana Graye postavou Dorianovy matky, Ještěrky a Operní divy, dále pak jako Markéta v Dámě s kaméliemi. Účinkovala také v muzikálu Václava Bárty a Jiřího Pokorného Němcová!. Působila v divadle Hybernia, kde ztvárnila titulní role v muzikálech Lucrezia Borgia (Lucrezia) autorů Petra Maláska, Libora Vaculíka a Václava Kopty, Antoinetta – královna Francie (Antoinetta) od Jiřího Škorpíka, Jiřího Hubače a Pavla Vrby, Romeo a Julie (Chůva) Gérarda Presgurvica a Jana Fischera a do konce roku 2019 účinkovala též v muzikálu Mefisto (Laurécie Bosetti) Daniela Bartáka, Zdeňka Zelenky a Borise Pralovszkého. V divadle J.K. Tyla v Plzni hrála v představení Freddie the king of Queen (Slečna KDO) Petra Maláska a Libora Vaculíka. Od ledna 2017 představuje hlavní roli v muzikálu Ondřeje Soukupa a Gabriely Osvaldové Johanka z Arku (Johanka z Arku) v divadle Kalich. Do konce roku 2019 účinkovala též jako královna Anna v divadle Broadway v představení Muž se železnou maskou.
Muzikálovou scénu se v roce 2019 rozhodla opustit, vyjma role Johanky z Arku v divadle Kalich, a věnuje se vlastním projektům v oblasti hudby a performance. V koncertním projektu The Greatest Show v divadle Hybernia vystupovala do roku 2019 s písní Never enough a rovněž se v něm zhostila pěveckého nastudování jako členka tvůrčího týmu.
V Divadle na Vinohradech se v roce 2020 ujala pěveckého nastudování inscenace Balada pro banditu v režii Juraje Deáka a se svou skupinou RAZAM se zhostili jejího hudebního nastudování a skladby pro toto kultovní dílo nově zaranžovali. Skupinu RAZAM je možno také vidět v rámci tohoto představení. Iva Marešová se zde ujala i role Morany.
V Divadle na Vinohradech v roce 2022 s Radkem Doležalem jako RAZAM zkomponovali hudbu k představení režiséra Juraje Deáka Dům Bernardy Alby. Ke spolupráci přizvali Shahaba Tolouieho. V Klicperově divadle v Hradci Králové, ve spolupráci s Filharmonií Hradec Králové, se společně s Radkem Doležalem podíleli na vzniku autorského představení A pak usnu a vstanu s hudbou Zuzany Navarové v režii Pavla Kheka.

## Ocenění
V roce 2024 získala v rámci udílení Výročních cen města Hradec Králové cenu Hradecká múza 2023.